# 黑山路 (电影)
黑山路是一部於1994年上映的中國電影，該電影由周晓文執導， 艾丽娅、赵小锐、谢园主演。該電影以中國抗日战争为背景，講述的是2位挑夫爭奪一位女子的故事。